# Увольнение

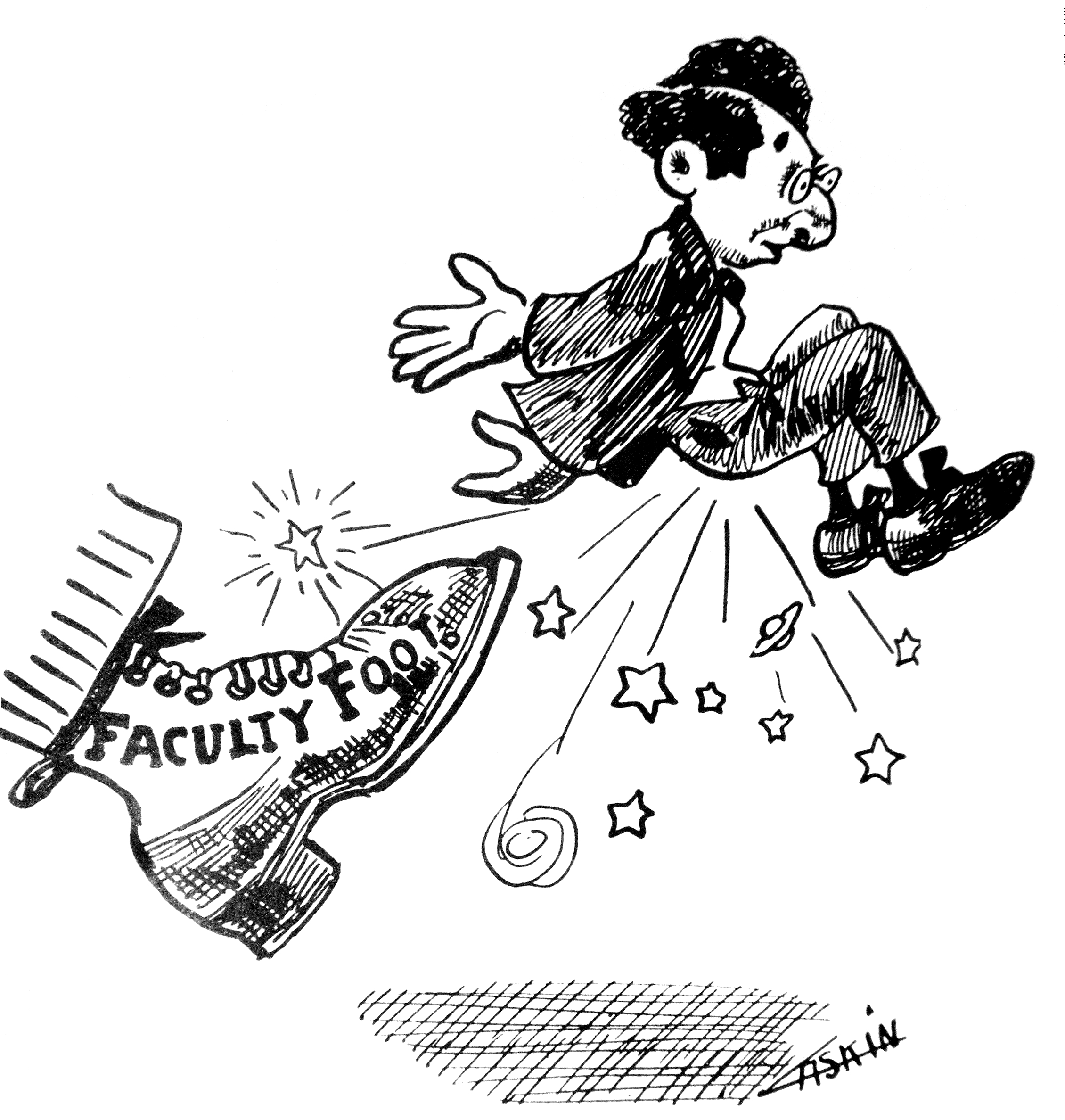
«Увольнение»
(художник Олаф Э. Каскин)

Увольне́ние — в трудовом праве прекращение трудовых отношений между работником и работодателем. Также под увольнением могут понимать освобождение должностного лица или служащего от государственной или иной должности, или предоставление военнослужащему права покидать расположение воинской части (корабля) или убывать с места службы на установленное непродолжительное время.

## Увольнение по российскому трудовому законодательству

### Правомерность увольнения
При увольнении основным моментом является полное соблюдение прав работника и защита его от незаконного увольнения, гарантией этого является то, что все основания расторжения трудового договора закреплены в Трудовом кодексе Российской Федерации.
Увольнение работника может быть признано правомерным, то есть соответствующим действующему законодательству, при трёх одновременных условиях:
- основания увольнения предусмотрены действующим законодательством и соответствуют фактическим обстоятельствам;
- документы оформлены правильно[1], порядок увольнения соблюден и соответствует специально предусмотренному основанию;
- действие трудового договора прекращено.

### Виды увольнения (ст. 77 ТК РФ)
- соглашение сторон (статья 78 ТК);
- истечение срока трудового договора (статья 79 ТК), за исключением случаев, когда трудовые отношения фактически продолжаются и ни одна из сторон не потребовала их прекращения;
- расторжение трудового договора по инициативе работника (статья 80 ТК);
- расторжение трудового договора по инициативе работодателя (статьи 71 и 81 ТК);

Днем увольнения будет считаться дата, указанная в заявлении об уходе, даже если в этот период работник находится на больничном.
При расторжении трудового договора по инициативе работодателя уволить работника в период его временной нетрудоспособности или пребывания в отпуске нельзя, за исключением случая ликвидации фирмы или прекращения деятельности индивидуальным предпринимателем (ч. 6 ст. 81 ТК РФ). Заметим, что эта норма закона не действует при расторжении срочного трудового договора в связи с истечением срока его действия, поскольку в данном случае отношения прекращаются не по инициативе работодателя, а по условиям договора, с которыми работник согласился еще при приеме на работу.
- перевод работника по его просьбе или с его согласия на работу к другому работодателю или переход на выборную работу (должность);
- отказ работника от продолжения работы в связи со сменой собственника имущества организации, с изменением подведомственности (подчиненности) организации либо её реорганизацией (статья 75 ТК);
- отказ работника от продолжения работы в связи с изменением определенных сторонами условий трудового договора (часть 4-я статьи 74 ТК);
- отказ работника от перевода на другую работу, необходимого ему в соответствии с медицинским заключением, выданным в порядке, установленном федеральными законами и иными нормативными правовыми актами Российской Федерации, либо отсутствие у работодателя соответствующей работы (части 3-я и 4-я статьи 73 ТК);
- отказ работника от перевода на работу в другую местность вместе с работодателем (часть 1-я статьи 72.1 ТК);
- обстоятельства, не зависящие от воли сторон (статья 83 ТК);
- нарушение установленных настоящим Кодексом или иным федеральным законом правил заключения трудового договора, если это нарушение исключает возможность продолжения работы (статья 84 ТК).

### Выходное пособие
В соответствии со статьёй 178 Трудового Кодекса РФ при расторжении трудового договора в связи с ликвидацией организации (п. 1 ст. 81 ТК) либо сокращением численности или штата работников организации (п. 2 ст. 81) увольняемому работнику выплачивается выходное пособие в размере среднего месячного заработка. Кроме того, там же оговорено, что трудовым или коллективным договором могут предусматриваться другие случаи выплаты выходных пособий, а также устанавливаться повышенные размеры выходных пособий.
Выплата выходного пособия работнику производится в день увольнения. Согласно статье 84.1 Трудового кодекса РФ днём увольнения работника является последний день его работы, за исключением случаев, когда работник фактически не работал, но за ним, в соответствии с законодательством, сохранялось место работы (должность).
Различают:
— выходное пособие при ликвидации компании. Данный размер трудовых выплат установлен пунктом 1 части 1 статьи 81 Трудового кодекса РФ;
— выходное пособие при увольнении по несоответствию должности. Такое выходное пособие должно быть выплачено специалисту при расторжении трудового договора, в связи с его отказом от перевода на другую должность, либо из-за отсутствия у фирмы соответствующей необходимой работы для сотрудника в соответствии с медицинским заключением (п. 8 ч. 1 ст. 77 Трудового кодекса РФ).

### «Отработка»
Работник имеет право расторгнуть трудовой договор, предупредив об этом работодателя в письменной форме не позднее чем за две недели (который может быть не равен 14 календарным дням). Течение указанного срока начинается только на следующий день после получения работодателем заявления работника об увольнении, а не сразу после подачи указанного заявления.
Уволиться без «отработки» сотрудник может только по соглашению сторон (с руководством предприятия), если речь не идёт об испытательном сроке.

### Увольнение во время испытательного срока
Согласно статье 71 Трудового кодекса «Результат испытания при приеме на работу», при неудовлетворительном результате испытания работодатель имеет право до истечения срока испытания расторгнуть трудовой договор с работником, предупредив его об этом в письменной форме не позднее чем за три дня с указанием причин, послуживших основанием для признания этого работника не выдержавшим испытание. Решение работодателя работник имеет право обжаловать в судебном порядке.
При неудовлетворительном результате испытания расторжение трудового договора производится без учёта мнения соответствующего профсоюзного органа и без выплаты выходного пособия.
Если срок испытания истек, а работник продолжает работу, то он считается выдержавшим испытание и последующее расторжение трудового договора допускается только на общих основаниях.
Если в период испытания работник придёт к выводу, что предложенная ему работа не является для него подходящей, то он имеет право расторгнуть трудовой договор по собственному желанию, предупредив об этом работодателя в письменной форме за три дня.

## Заявление об увольнении
Заявление об увольнении — документ, выражающий добровольное намерение работника покинуть свою должность. Формат и порядок подачи заявления об увольнении регулируется трудовым законодательством. Например, в России работник должен подать заявление за 2 недели до предполагаемой даты увольнения.